# Olle Tandberg
Olle Tandberg (* 12. Oktober 1918 in Stockholm; † 26. Dezember 1996 in Nacka) war ein schwedischer Boxer. Er war Europameister im Schwergewicht bei den Berufs- und den Amateurboxern.

## Werdegang

### Amateurlaufbahn
Olle Tandberg begann bei Djurgårdens IF Stockholm als Jugendlicher mit dem Boxen. Er entwickelte sich sehr schnell und wurde schon im Alter von 18 Jahren im Jahre 1936 schwedischer Meister im Schwergewicht. Er wurde daraufhin zu den Olympischen Spielen des gleichen Jahres in Berlin entsandt. Er traf dort in der Vorrunde auf den US-Amerikaner Artur Oliver, den er nach Punkten schlug. Im Viertelfinale unterlag er aber gegen Ferenc Nagy aus Ungarn und musste ohne Medaille ausscheiden.
Seinen ersten großen internationalen Erfolg feierte Olle Tandberg dann bei der Europameisterschaft 1937 in Mailand. Er besiegte dort Schlunegger aus der Schweiz und Erling Nilsen aus Norwegen nach Punkten und schlug im Endkampf auch den deutschen Olympiasieger von 1936 Herbert Runge nach Punkten. Er war damit Europameister im Schwergewicht.
Am 16. Januar 1938 besiegte Olle Tandberg in Stockholm anlässlich eines Länderkampfes Schweden gegen Deutschland Herbert Runge erneut nach Punkten. Bei einem internationalen Meeting am 29. April 1938 in Berlin verlor er gegen Herbert Runge nach Punkten.
Am 29. Januar 1939 trafen Tandberg und Runge im Rahmen eines Länderkampfes Deutschland gegen Schweden in Hamburg erneut aufeinander. Diesmal gewann Olle Tandberg wieder nach Punkten. Bei der Europameisterschaft 1939 in Dublin vom 18. April bis 22. April 1939 besiegte Tandberg in der Vorrunde John McMullan aus Irland nach Punkten und feierte dann im Halbfinale seinen dritten Sieg über Herbert Runge. Im Finale bezwang er schließlich den Italiener Nemesio Lazzari sicher nach Punkten und wurde damit zum zweiten Male Europameister der Amateure.

### Profilaufbahn
Ende des Jahres 1940 trat Olle Tandberg zu den Berufsboxern über. Er bestritt seinen ersten Kampf am 31. Januar 1941 in Göteborg und siegte über den Deutschen Jakob Schönrath durch technischen K. o. in der sechsten Runde. Gegen den gleichen Boxer bestritt er am 23. März 1941 in Berlin auch seinen nächsten Kampf und gewann dieses Mal nach Punkten.
Im Jahr 1942 bestritt Olle Tandberg vier schwere Kämpfe. Zunächst besiegte er den italienischen Meister Luigi Musina in Göteborg über zehn Runden nach Punkten, dann kämpfte er in Stuttgart gegen den deutschen Spitzenboxer Arno Kölblin unentschieden. Am 3. Mai 1942 musste er in Berlin gegen Walter Neusel seine erste Niederlage als Berufsboxer hinnehmen, als er nach zehn Runden nach Punkten verlor. Schließlich verlor er am 26. Juli 1942 in Rom auch die Revanche gegen Luigi Musina nach Punkten.
Trotz der Niederlagen gegen Neusel und Musina erhielt Olle Tandberg am 30. Mai 1943 die Chance im Rasunda-Stadion von Stockholm gegen den Belgier Karel Sys um die vakante Europameisterschaft im Schwergewicht zu kämpfen. Vor 40.000 begeisterten Zuschauern siegte Olle Tandberg in diesem Kampf nach 15 Runden nach Punkten und war damit auch Europameister bei den Berufsboxern. Er konnte sich dieses Titels aber nicht allzu lange erfreuen, denn bereits bei seiner ersten Titelverteidigung am 14. November 1943 in Brüssel verlor er diesen Titel durch eine Punktniederlage in der Revanche an Karel Sys.
Dieser Kampf war der letzte Kampf von Olle Tandberg bis zum Kriegsende. 1945 stand Olle Tandberg aber wieder im Ring und bestritt bis zu seinem Laufbahnende noch einige hoch interessante Kämpfe.
Am 2. Juni 1946 besiegte er die englische Schwergewichtshoffnung Jack London sicher nach Punkten. Am 11. September 1946 gewann er durch einen K.-o.-Sieg in der neunten Runde über John Nilsson die schwedische Schwergewichtsmeisterschaft. Am 21. Februar 1947 kämpfte er in Göteborg zum dritten Mal gegen Luigi Musina und gewann durch technischen K. o. in der achten Runde. Am 25. April 1947 feierte Olle Tandberg in Stockholm eine Blitzsieg, als er den ehemaligen Europameister Heinz Lazek aus Wien in der ersten Runde k. o. schlug.
Am 8. Juli 1947 und am 12. Oktober 1947 feierte Olle Tandberg jeweils in Stockholm zwei bemerkenswerte Siege über die US-Amerikaner Joe Baksi und Aaron Wilson, die in der Weltrangliste im Schwergewicht weit vorne eingestuft waren. Am 9. Januar 1948 kämpfte er dann erstmals in den Vereinigten Staaten. Er traf dabei im Madison Square Garden zu New York auf Joey Maxim, einem späteren Weltmeister im Halbschwergewicht. Der leichtere und wendigere Maxim erwies sich als zu schnell für Olle Tandberg und gewann diesen Kampf nach zehn Runden nach Punkten.
Nach diesem Kampf gewann Olle Tandberg die nächsten fünf Begegnungen gegen etwas leichtere Gegner. Am 14. August 1949 bestritt er dann im voll besetzten Rasunda-Stadion zu Stockholm einen Kampf gegen den Weltranglistenersten Jersey Joe Walcott. Durch einen Sieg erhoffte er sich dabei den Weltmeister Joe Louis herausfordern zu können. Es kam nicht dazu, denn Walcott gewann den Kampf durch technischen K. o. in der fünften Runde.
Nach dieser Niederlage beendete Olle Tandberg seine Laufbahn als Profiboxer.